# Sesamia simplaria
Sesamia simplaria là một loài bướm đêm trong họ Noctuidae.